# Chaetomitrium seramense
Chaetomitrium seramense là một loài Rêu trong họ Hookeriaceae. Loài này được H. Akiy. mô tả khoa học đầu tiên năm 1999.